# Thủ hiến New South Wales
Thủ hiến New South Wales là người đứng đầu chính phủ của bang New South Wales, Úc. Thủ hiến do thống đốc New South Wales bổ nhiệm và giữ chức vụ trong thời gian duy trì sự tín nhiệm của Hạ viện.
Thủ hiến đương nhiệm là Chris Minns, lãnh đạo Đảng Lao động New South Wales, nhậm chức vào ngày 28 tháng 3 năm 2023.

## Danh sách thủ hiến bang New South Wales
| No.  | Hình | Họ tên Đơn vị bầu cử (Năm sinh – Năm mất) | Bầu cử             | Nhiệm kỳ             | Nhiệm kỳ             | Nhiệm kỳ              | Đảng                         | Chính phủ | Quân chủ |
| No.  | Hình | Họ tên Đơn vị bầu cử (Năm sinh – Năm mất) | Bầu cử             | Nhậm chức            | Mãn nhiệm            | Thời gian giữ chức vụ | Đảng                         | Chính phủ | Quân chủ |
| ---- | --- | --- | ------------------ | -------------------- | -------------------- | --------------------- | ---------------------------- | --- | --- |
| 1    | | Stuart Donaldson MLA for Sydney Hamlets (1812–1867) | 1856               | 6 tháng 6 năm 1856   | 25 tháng 8 năm 1856  | 80 ngày               | Chính khách độc lập          | Donaldson | Victoria (1837–1901) Thống đốc: - Sir William Denison (1855–1861) - Sir John Young (1861–1867) - The Earl Belmore (1868–1872) - Sir Hercules Robinson (1872–1879) - Lord Augustus Loftus (1879–1885) - The Lord Carrington (1885–1890) - The Earl of Jersey (1891–1893) - Sir Robert Duff (1893–1895) - The Viscount Hampden (1895–1899) - The Earl Beauchamp (from 1899) |
| 2    | | Charles Cowper MLA for Sydney City (1807–1875) | —                  | 26 tháng 8 năm 1856  | 2 tháng 10 năm 1856  | 37 ngày               | Chính khách độc lập          | Cowper I | Victoria (1837–1901) Thống đốc: - Sir William Denison (1855–1861) - Sir John Young (1861–1867) - The Earl Belmore (1868–1872) - Sir Hercules Robinson (1872–1879) - Lord Augustus Loftus (1879–1885) - The Lord Carrington (1885–1890) - The Earl of Jersey (1891–1893) - Sir Robert Duff (1893–1895) - The Viscount Hampden (1895–1899) - The Earl Beauchamp (from 1899) |
| 3    | | Henry Parker MLA for Parramatta (1808–1881) | —                  | 3 tháng 10 năm 1856  | 7 tháng 9 năm 1857   | 339 ngày              | Chính khách độc lập          | Parker | Victoria (1837–1901) Thống đốc: - Sir William Denison (1855–1861) - Sir John Young (1861–1867) - The Earl Belmore (1868–1872) - Sir Hercules Robinson (1872–1879) - Lord Augustus Loftus (1879–1885) - The Lord Carrington (1885–1890) - The Earl of Jersey (1891–1893) - Sir Robert Duff (1893–1895) - The Viscount Hampden (1895–1899) - The Earl Beauchamp (from 1899) |
| (2)  | | Charles Cowper MLA for Sydney City (cho đến 1859) MLA for East Sydney (từ 1859) (1807–1875)                                                                         | —                  | 7 tháng 9 năm 1857   | 26 tháng 10 năm 1859 | 2 năm, 49 ngày        | Chính khách độc lập          | Cowper II | Victoria (1837–1901) Thống đốc: - Sir William Denison (1855–1861) - Sir John Young (1861–1867) - The Earl Belmore (1868–1872) - Sir Hercules Robinson (1872–1879) - Lord Augustus Loftus (1879–1885) - The Lord Carrington (1885–1890) - The Earl of Jersey (1891–1893) - Sir Robert Duff (1893–1895) - The Viscount Hampden (1895–1899) - The Earl Beauchamp (from 1899) |
| (2)  | 1858 | Charles Cowper MLA for Sydney City (cho đến 1859) MLA for East Sydney (từ 1859) (1807–1875)                                                                         |                    | 7 tháng 9 năm 1857   | 26 tháng 10 năm 1859 | 2 năm, 49 ngày        | Chính khách độc lập          | Cowper II | Victoria (1837–1901) Thống đốc: - Sir William Denison (1855–1861) - Sir John Young (1861–1867) - The Earl Belmore (1868–1872) - Sir Hercules Robinson (1872–1879) - Lord Augustus Loftus (1879–1885) - The Lord Carrington (1885–1890) - The Earl of Jersey (1891–1893) - Sir Robert Duff (1893–1895) - The Viscount Hampden (1895–1899) - The Earl Beauchamp (from 1899) |
| (2)  | 1859 | Charles Cowper MLA for Sydney City (cho đến 1859) MLA for East Sydney (từ 1859) (1807–1875)                                                                         |                    | 7 tháng 9 năm 1857   | 26 tháng 10 năm 1859 | 2 năm, 49 ngày        | Chính khách độc lập          | Cowper II | Victoria (1837–1901) Thống đốc: - Sir William Denison (1855–1861) - Sir John Young (1861–1867) - The Earl Belmore (1868–1872) - Sir Hercules Robinson (1872–1879) - Lord Augustus Loftus (1879–1885) - The Lord Carrington (1885–1890) - The Earl of Jersey (1891–1893) - Sir Robert Duff (1893–1895) - The Viscount Hampden (1895–1899) - The Earl Beauchamp (from 1899) |
| 4    | | William Forster MLA for Queanbeyan (1818–1882) | —                  | 27 tháng 10 năm 1859 | 9 tháng 3 năm 1860   | 1 năm, 165 ngày       | Chính khách độc lập          | Forster | Victoria (1837–1901) Thống đốc: - Sir William Denison (1855–1861) - Sir John Young (1861–1867) - The Earl Belmore (1868–1872) - Sir Hercules Robinson (1872–1879) - Lord Augustus Loftus (1879–1885) - The Lord Carrington (1885–1890) - The Earl of Jersey (1891–1893) - Sir Robert Duff (1893–1895) - The Viscount Hampden (1895–1899) - The Earl Beauchamp (from 1899) |
| 5    | | John Robertson MLA for Upper Hunter (1816–1891) | —                  | 9 tháng 3 năm 1860   | 9 tháng 1 năm 1861   | 306 ngày              | Chính khách độc lập          | Robertson I | Victoria (1837–1901) Thống đốc: - Sir William Denison (1855–1861) - Sir John Young (1861–1867) - The Earl Belmore (1868–1872) - Sir Hercules Robinson (1872–1879) - Lord Augustus Loftus (1879–1885) - The Lord Carrington (1885–1890) - The Earl of Jersey (1891–1893) - Sir Robert Duff (1893–1895) - The Viscount Hampden (1895–1899) - The Earl Beauchamp (from 1899) |
| (2)  | | Charles Cowper MLA for East Sydney (1807–1875) | 1860               | 10 tháng 1 năm 1861  | 15 tháng 10 năm 1863 | 2 năm, 278 ngày       | Chính khách độc lập          | Cowper III | Victoria (1837–1901) Thống đốc: - Sir William Denison (1855–1861) - Sir John Young (1861–1867) - The Earl Belmore (1868–1872) - Sir Hercules Robinson (1872–1879) - Lord Augustus Loftus (1879–1885) - The Lord Carrington (1885–1890) - The Earl of Jersey (1891–1893) - Sir Robert Duff (1893–1895) - The Viscount Hampden (1895–1899) - The Earl Beauchamp (from 1899) |
| 6    | Tập tin:SirJamesMartin.jpg | James Martin MLA for Tumut (cho đến 1864) MLA for Monara (1864) MLA for Lachlan (từ 1864) (1820–1886)                                                               | —                  | 16 tháng 10 năm 1863 | 2 tháng 2 năm 1865   | 1 năm, 109 ngày       | Chính khách độc lập          | Martin I | Victoria (1837–1901) Thống đốc: - Sir William Denison (1855–1861) - Sir John Young (1861–1867) - The Earl Belmore (1868–1872) - Sir Hercules Robinson (1872–1879) - Lord Augustus Loftus (1879–1885) - The Lord Carrington (1885–1890) - The Earl of Jersey (1891–1893) - Sir Robert Duff (1893–1895) - The Viscount Hampden (1895–1899) - The Earl Beauchamp (from 1899) |
| (2)  | | Charles Cowper MLA for East Sydney (1807–1875) | 1864–65            | 3 tháng 2 năm 1865   | 21 tháng 1 năm 1866  | 352 ngày              | Chính khách độc lập          | Cowper IV | Victoria (1837–1901) Thống đốc: - Sir William Denison (1855–1861) - Sir John Young (1861–1867) - The Earl Belmore (1868–1872) - Sir Hercules Robinson (1872–1879) - Lord Augustus Loftus (1879–1885) - The Lord Carrington (1885–1890) - The Earl of Jersey (1891–1893) - Sir Robert Duff (1893–1895) - The Viscount Hampden (1895–1899) - The Earl Beauchamp (from 1899) |
| (6)  | Tập tin:SirJamesMartin.jpg | James Martin MLA for Lachlan (1820–1886) | —                  | 22 tháng 1 năm 1866  | 26 tháng 10 năm 1868 | 2 năm, 278 ngày       | Chính khách độc lập          | Martin II | Victoria (1837–1901) Thống đốc: - Sir William Denison (1855–1861) - Sir John Young (1861–1867) - The Earl Belmore (1868–1872) - Sir Hercules Robinson (1872–1879) - Lord Augustus Loftus (1879–1885) - The Lord Carrington (1885–1890) - The Earl of Jersey (1891–1893) - Sir Robert Duff (1893–1895) - The Viscount Hampden (1895–1899) - The Earl Beauchamp (from 1899) |
| (5)  | | John Robertson MLA for Clarence (1816–1891) | —                  | 27 tháng 10 năm 1868 | 12 tháng 1 năm 1870  | 1 năm, 77 ngày        | Chính khách độc lập          | Robertson II | Victoria (1837–1901) Thống đốc: - Sir William Denison (1855–1861) - Sir John Young (1861–1867) - The Earl Belmore (1868–1872) - Sir Hercules Robinson (1872–1879) - Lord Augustus Loftus (1879–1885) - The Lord Carrington (1885–1890) - The Earl of Jersey (1891–1893) - Sir Robert Duff (1893–1895) - The Viscount Hampden (1895–1899) - The Earl Beauchamp (from 1899) |
| (2)  | | Charles Cowper MLA for Liverpool Plains (1807–1875) | 1869–70            | 13 tháng 1 năm 1870  | 15 tháng 12 năm 1870 | 336 ngày              | Chính khách độc lập          | Cowper V | Victoria (1837–1901) Thống đốc: - Sir William Denison (1855–1861) - Sir John Young (1861–1867) - The Earl Belmore (1868–1872) - Sir Hercules Robinson (1872–1879) - Lord Augustus Loftus (1879–1885) - The Lord Carrington (1885–1890) - The Earl of Jersey (1891–1893) - Sir Robert Duff (1893–1895) - The Viscount Hampden (1895–1899) - The Earl Beauchamp (from 1899) |
| (6)  | Tập tin:SirJamesMartin.jpg | James Martin MLA for East Sydney (cho đến 1872) MLA for East Macquarie (từ 1872) (1820–1886)                                                                        | —                  | 16 tháng 12 năm 1870 | 13 tháng 5 năm 1872  | 1 năm, 149 ngày       | Chính khách độc lập          | Martin III | Victoria (1837–1901) Thống đốc: - Sir William Denison (1855–1861) - Sir John Young (1861–1867) - The Earl Belmore (1868–1872) - Sir Hercules Robinson (1872–1879) - Lord Augustus Loftus (1879–1885) - The Lord Carrington (1885–1890) - The Earl of Jersey (1891–1893) - Sir Robert Duff (1893–1895) - The Viscount Hampden (1895–1899) - The Earl Beauchamp (from 1899) |
| 7    | | Henry Parkes MLA for East Sydney (1815–1896) | 1872               | 14 tháng 5 năm 1872  | 8 tháng 2 năm 1875   | 2 năm, 270 ngày       | Chính khách độc lập          | Parkes I | Victoria (1837–1901) Thống đốc: - Sir William Denison (1855–1861) - Sir John Young (1861–1867) - The Earl Belmore (1868–1872) - Sir Hercules Robinson (1872–1879) - Lord Augustus Loftus (1879–1885) - The Lord Carrington (1885–1890) - The Earl of Jersey (1891–1893) - Sir Robert Duff (1893–1895) - The Viscount Hampden (1895–1899) - The Earl Beauchamp (from 1899) |
| (5)  | | John Robertson MLA for West Sydney (1816–1891) | 1874–75            | 9 tháng 2 năm 1875   | 21 tháng 3 năm 1877  | 2 năm, 40 ngày        | Chính khách độc lập          | Robertson III | Victoria (1837–1901) Thống đốc: - Sir William Denison (1855–1861) - Sir John Young (1861–1867) - The Earl Belmore (1868–1872) - Sir Hercules Robinson (1872–1879) - Lord Augustus Loftus (1879–1885) - The Lord Carrington (1885–1890) - The Earl of Jersey (1891–1893) - Sir Robert Duff (1893–1895) - The Viscount Hampden (1895–1899) - The Earl Beauchamp (from 1899) |
| (7)  | | Henry Parkes MLA for East Sydney (1815–1896) | —                  | 22 tháng 3 năm 1877  | 16 tháng 8 năm 1877  | 175 ngày              | Chính khách độc lập          | Parkes II | Victoria (1837–1901) Thống đốc: - Sir William Denison (1855–1861) - Sir John Young (1861–1867) - The Earl Belmore (1868–1872) - Sir Hercules Robinson (1872–1879) - Lord Augustus Loftus (1879–1885) - The Lord Carrington (1885–1890) - The Earl of Jersey (1891–1893) - Sir Robert Duff (1893–1895) - The Viscount Hampden (1895–1899) - The Earl Beauchamp (from 1899) |
| (5)  | | Sir John Robertson MLA for West Sydney (cho đến tháng 11 năm 1877) MLA for East Macquarie (từ tháng 11 năm 1877) MLA for Lachlan (từ tháng 11 năm 1877) (1816–1891) | —                  | 17 tháng 8 năm 1877  | 17 tháng 12 năm 1877 | 122 ngày              | Chính khách độc lập          | Robertson IV | Victoria (1837–1901) Thống đốc: - Sir William Denison (1855–1861) - Sir John Young (1861–1867) - The Earl Belmore (1868–1872) - Sir Hercules Robinson (1872–1879) - Lord Augustus Loftus (1879–1885) - The Lord Carrington (1885–1890) - The Earl of Jersey (1891–1893) - Sir Robert Duff (1893–1895) - The Viscount Hampden (1895–1899) - The Earl Beauchamp (from 1899) |
| 8    | | James Farnell MLA for St Leonards (1825–1888) | 1877               | 18 tháng 12 năm 1877 | 20 tháng 12 năm 1878 | 1 năm, 2 ngày         | Chính khách độc lập          | Farnell | Victoria (1837–1901) Thống đốc: - Sir William Denison (1855–1861) - Sir John Young (1861–1867) - The Earl Belmore (1868–1872) - Sir Hercules Robinson (1872–1879) - Lord Augustus Loftus (1879–1885) - The Lord Carrington (1885–1890) - The Earl of Jersey (1891–1893) - Sir Robert Duff (1893–1895) - The Viscount Hampden (1895–1899) - The Earl Beauchamp (from 1899) |
| (7)  | | Sir Henry Parkes MLA for Canterbury (cho đến 1880) MLA for East Sydney (1880–1882) MLA for Tenterfield (từ 1882) (1815–1896)                                        | —                  | 21 tháng 12 năm 1878 | 4 tháng 1 năm 1883   | 4 năm, 14 ngày        | Chính khách độc lập          | Parkes III | Victoria (1837–1901) Thống đốc: - Sir William Denison (1855–1861) - Sir John Young (1861–1867) - The Earl Belmore (1868–1872) - Sir Hercules Robinson (1872–1879) - Lord Augustus Loftus (1879–1885) - The Lord Carrington (1885–1890) - The Earl of Jersey (1891–1893) - Sir Robert Duff (1893–1895) - The Viscount Hampden (1895–1899) - The Earl Beauchamp (from 1899) |
| (7)  | 1880 | Sir Henry Parkes MLA for Canterbury (cho đến 1880) MLA for East Sydney (1880–1882) MLA for Tenterfield (từ 1882) (1815–1896)                                        |                    | 21 tháng 12 năm 1878 | 4 tháng 1 năm 1883   | 4 năm, 14 ngày        | Chính khách độc lập          | Parkes III | Victoria (1837–1901) Thống đốc: - Sir William Denison (1855–1861) - Sir John Young (1861–1867) - The Earl Belmore (1868–1872) - Sir Hercules Robinson (1872–1879) - Lord Augustus Loftus (1879–1885) - The Lord Carrington (1885–1890) - The Earl of Jersey (1891–1893) - Sir Robert Duff (1893–1895) - The Viscount Hampden (1895–1899) - The Earl Beauchamp (from 1899) |
| 9    | | Alexander Stuart MLA for Illawarra (1824–1886) | 1882               | 5 tháng 1 năm 1883   | 6 tháng 10 năm 1885  | 2 năm, 274 ngày       | Chính khách độc lập          | Stuart | Victoria (1837–1901) Thống đốc: - Sir William Denison (1855–1861) - Sir John Young (1861–1867) - The Earl Belmore (1868–1872) - Sir Hercules Robinson (1872–1879) - Lord Augustus Loftus (1879–1885) - The Lord Carrington (1885–1890) - The Earl of Jersey (1891–1893) - Sir Robert Duff (1893–1895) - The Viscount Hampden (1895–1899) - The Earl Beauchamp (from 1899) |
| 10   | | George Dibbs MLA for St Leonards (cho đến tháng 10 năm 1885) MLA for Murrumbidgee (từ tháng 10 năm 1885) (1834–1904)                                                | —                  | 7 tháng 10 năm 1885  | 21 tháng 12 năm 1885 | 75 ngày               | Chính khách độc lập          | Dibbs I | Victoria (1837–1901) Thống đốc: - Sir William Denison (1855–1861) - Sir John Young (1861–1867) - The Earl Belmore (1868–1872) - Sir Hercules Robinson (1872–1879) - Lord Augustus Loftus (1879–1885) - The Lord Carrington (1885–1890) - The Earl of Jersey (1891–1893) - Sir Robert Duff (1893–1895) - The Viscount Hampden (1895–1899) - The Earl Beauchamp (from 1899) |
| 10   | 1885 | George Dibbs MLA for St Leonards (cho đến tháng 10 năm 1885) MLA for Murrumbidgee (từ tháng 10 năm 1885) (1834–1904)                                                |                    | 7 tháng 10 năm 1885  | 21 tháng 12 năm 1885 | 75 ngày               | Chính khách độc lập          | Dibbs I | Victoria (1837–1901) Thống đốc: - Sir William Denison (1855–1861) - Sir John Young (1861–1867) - The Earl Belmore (1868–1872) - Sir Hercules Robinson (1872–1879) - Lord Augustus Loftus (1879–1885) - The Lord Carrington (1885–1890) - The Earl of Jersey (1891–1893) - Sir Robert Duff (1893–1895) - The Viscount Hampden (1895–1899) - The Earl Beauchamp (from 1899) |
| (5)  | | Sir John Robertson MLA for Mudgee (1816–1891) | —                  | 22 tháng 12 năm 1885 | 22 tháng 2 năm 1886  | 62 ngày               | Chính khách độc lập          | Robertson V | Victoria (1837–1901) Thống đốc: - Sir William Denison (1855–1861) - Sir John Young (1861–1867) - The Earl Belmore (1868–1872) - Sir Hercules Robinson (1872–1879) - Lord Augustus Loftus (1879–1885) - The Lord Carrington (1885–1890) - The Earl of Jersey (1891–1893) - Sir Robert Duff (1893–1895) - The Viscount Hampden (1895–1899) - The Earl Beauchamp (from 1899) |
| 11   | | Sir Patrick Jennings MLA for The Bogan (1831–1897) | —                  | 26 tháng 2 năm 1886  | 19 tháng 1 năm 1887  | 327 ngày              | Chính khách độc lập          | Jennings | Victoria (1837–1901) Thống đốc: - Sir William Denison (1855–1861) - Sir John Young (1861–1867) - The Earl Belmore (1868–1872) - Sir Hercules Robinson (1872–1879) - Lord Augustus Loftus (1879–1885) - The Lord Carrington (1885–1890) - The Earl of Jersey (1891–1893) - Sir Robert Duff (1893–1895) - The Viscount Hampden (1895–1899) - The Earl Beauchamp (from 1899) |
| (7)  | | Sir Henry Parkes MLA for St Leonards (1815–1896) | —                  | 25 tháng 1 năm 1887  | 16 tháng 1 năm 1889  | 1 năm, 357 ngày       | Đảng Thương mại tự do        | Parkes IV | Victoria (1837–1901) Thống đốc: - Sir William Denison (1855–1861) - Sir John Young (1861–1867) - The Earl Belmore (1868–1872) - Sir Hercules Robinson (1872–1879) - Lord Augustus Loftus (1879–1885) - The Lord Carrington (1885–1890) - The Earl of Jersey (1891–1893) - Sir Robert Duff (1893–1895) - The Viscount Hampden (1895–1899) - The Earl Beauchamp (from 1899) |
| (7)  | 1887 | Sir Henry Parkes MLA for St Leonards (1815–1896) |                    | 25 tháng 1 năm 1887  | 16 tháng 1 năm 1889  | 1 năm, 357 ngày       | Đảng Thương mại tự do        | Parkes IV | Victoria (1837–1901) Thống đốc: - Sir William Denison (1855–1861) - Sir John Young (1861–1867) - The Earl Belmore (1868–1872) - Sir Hercules Robinson (1872–1879) - Lord Augustus Loftus (1879–1885) - The Lord Carrington (1885–1890) - The Earl of Jersey (1891–1893) - Sir Robert Duff (1893–1895) - The Viscount Hampden (1895–1899) - The Earl Beauchamp (from 1899) |
| 10   | | George Dibbs MLA for Murrumbidgee (1834–1904) | —                  | 17 tháng 1 năm 1889  | 7 tháng 3 năm 1889   | 49 ngày               | Đảng Bảo hộ mậu dịch         | Dibbs II | Victoria (1837–1901) Thống đốc: - Sir William Denison (1855–1861) - Sir John Young (1861–1867) - The Earl Belmore (1868–1872) - Sir Hercules Robinson (1872–1879) - Lord Augustus Loftus (1879–1885) - The Lord Carrington (1885–1890) - The Earl of Jersey (1891–1893) - Sir Robert Duff (1893–1895) - The Viscount Hampden (1895–1899) - The Earl Beauchamp (from 1899) |
| (7)  | | Sir Henry Parkes MLA for St Leonards (1815–1896) | 1889               | 8 tháng 3 năm 1889   | 23 tháng 10 năm 1891 | 2 năm, 229 ngày       | Đảng Thương mại tự do        | Parkes V | Victoria (1837–1901) Thống đốc: - Sir William Denison (1855–1861) - Sir John Young (1861–1867) - The Earl Belmore (1868–1872) - Sir Hercules Robinson (1872–1879) - Lord Augustus Loftus (1879–1885) - The Lord Carrington (1885–1890) - The Earl of Jersey (1891–1893) - Sir Robert Duff (1893–1895) - The Viscount Hampden (1895–1899) - The Earl Beauchamp (from 1899) |
| (7)  | 1891 | Sir Henry Parkes MLA for St Leonards (1815–1896) |                    | 8 tháng 3 năm 1889   | 23 tháng 10 năm 1891 | 2 năm, 229 ngày       | Đảng Thương mại tự do        | Parkes V | Victoria (1837–1901) Thống đốc: - Sir William Denison (1855–1861) - Sir John Young (1861–1867) - The Earl Belmore (1868–1872) - Sir Hercules Robinson (1872–1879) - Lord Augustus Loftus (1879–1885) - The Lord Carrington (1885–1890) - The Earl of Jersey (1891–1893) - Sir Robert Duff (1893–1895) - The Viscount Hampden (1895–1899) - The Earl Beauchamp (from 1899) |
| (10) | | George Dibbs MLA for Murrumbidgee (1834–1904) | —                  | 23 tháng 10 năm 1891 | 2 tháng 8 năm 1894   | 2 năm, 283 ngày       | Đảng Bảo hộ mậu dịch         | Dibbs III | Victoria (1837–1901) Thống đốc: - Sir William Denison (1855–1861) - Sir John Young (1861–1867) - The Earl Belmore (1868–1872) - Sir Hercules Robinson (1872–1879) - Lord Augustus Loftus (1879–1885) - The Lord Carrington (1885–1890) - The Earl of Jersey (1891–1893) - Sir Robert Duff (1893–1895) - The Viscount Hampden (1895–1899) - The Earl Beauchamp (from 1899) |
| 12   | | George Reid MLA for Sydney-King (1845–1918) | 1894               | 3 tháng 8 năm 1894   | 13 tháng 9 năm 1899  | 5 năm, 41 ngày        | Đảng Thương mại tự do        | Reid | Victoria (1837–1901) Thống đốc: - Sir William Denison (1855–1861) - Sir John Young (1861–1867) - The Earl Belmore (1868–1872) - Sir Hercules Robinson (1872–1879) - Lord Augustus Loftus (1879–1885) - The Lord Carrington (1885–1890) - The Earl of Jersey (1891–1893) - Sir Robert Duff (1893–1895) - The Viscount Hampden (1895–1899) - The Earl Beauchamp (from 1899) |
| 12   | 1895 | George Reid MLA for Sydney-King (1845–1918) |                    | 3 tháng 8 năm 1894   | 13 tháng 9 năm 1899  | 5 năm, 41 ngày        | Đảng Thương mại tự do        | Reid | Victoria (1837–1901) Thống đốc: - Sir William Denison (1855–1861) - Sir John Young (1861–1867) - The Earl Belmore (1868–1872) - Sir Hercules Robinson (1872–1879) - Lord Augustus Loftus (1879–1885) - The Lord Carrington (1885–1890) - The Earl of Jersey (1891–1893) - Sir Robert Duff (1893–1895) - The Viscount Hampden (1895–1899) - The Earl Beauchamp (from 1899) |
| 12   | 1898 | George Reid MLA for Sydney-King (1845–1918) |                    | 3 tháng 8 năm 1894   | 13 tháng 9 năm 1899  | 5 năm, 41 ngày        | Đảng Thương mại tự do        | Reid | Victoria (1837–1901) Thống đốc: - Sir William Denison (1855–1861) - Sir John Young (1861–1867) - The Earl Belmore (1868–1872) - Sir Hercules Robinson (1872–1879) - Lord Augustus Loftus (1879–1885) - The Lord Carrington (1885–1890) - The Earl of Jersey (1891–1893) - Sir Robert Duff (1893–1895) - The Viscount Hampden (1895–1899) - The Earl Beauchamp (from 1899) |
| 13   | | Sir William Lyne MLA for Hume (1844–1913) | —                  | 14 tháng 9 năm 1899  | 27 tháng 3 năm 1901  | 1 năm, 194 ngày       | Đảng Bảo hộ mậu dịch         | Lyne | Victoria (1837–1901) Thống đốc: - Sir William Denison (1855–1861) - Sir John Young (1861–1867) - The Earl Belmore (1868–1872) - Sir Hercules Robinson (1872–1879) - Lord Augustus Loftus (1879–1885) - The Lord Carrington (1885–1890) - The Earl of Jersey (1891–1893) - Sir Robert Duff (1893–1895) - The Viscount Hampden (1895–1899) - The Earl Beauchamp (from 1899) |
| 13   | Edward VII (1901–1910) Thống đốc: - The Earl Beauchamp (until 1901) - Sir Harry Rawson (1902–1909) - The Viscount Chelmsford (from 1909)                                                                                                   | Sir William Lyne MLA for Hume (1844–1913) | —                  | 14 tháng 9 năm 1899  | 27 tháng 3 năm 1901  | 1 năm, 194 ngày       | Đảng Bảo hộ mậu dịch         | Lyne | |
| 14   | | Sir John See MLA for Grafton (1844–1907) | 1901               | 28 tháng 3 năm 1901  | 14 tháng 6 năm 1904  | 3 năm, 78 ngày        | Đảng Tiến bộ                 | See | |
| 15   | | Thomas Waddell MLA for Cowra (1854–1940) | —                  | 15 tháng 6 năm 1904  | 29 tháng 8 năm 1904  | 75 ngày               | Đảng Tiến bộ                 | Waddell | |
| 16   | Tập tin:Joseph Carruthers.png | Sir Joseph Carruthers MLA for St George (1857–1932) | 1904               | 29 tháng 8 năm 1904  | 1 tháng 10 năm 1907  | 3 năm, 33 ngày        | Đảng Cải cách Tự do          | Carruthers | |
| 16   | Tập tin:Joseph Carruthers.png | Sir Joseph Carruthers MLA for St George (1857–1932) | 1907               | 29 tháng 8 năm 1904  | 1 tháng 10 năm 1907  | 3 năm, 33 ngày        | Đảng Cải cách Tự do          | Carruthers | |
| 17   | | Charles Wade MLA for Gordon (1863–1922) | —                  | 2 tháng 10 năm 1907  | 1 tháng 10 năm 1910  | 2 năm, 364 ngày       | Đảng Cải cách Tự do          | Wade | |
| 17   | George V (1910–1936) Thống đốc: - The Viscount Chelmsford (until 1913) - Sir Gerald Strickland (1913–1917) - Sir Walter Davidson (1918–1923) - Sir Dudley de Chair (1924–1930) - Sir Philip Game (1930–1935) - The Lord Gowrie (from 1935) | Charles Wade MLA for Gordon (1863–1922) | —                  | 2 tháng 10 năm 1907  | 1 tháng 10 năm 1910  | 2 năm, 364 ngày       | Đảng Cải cách Tự do          | Wade | |
| 18   | | James McGowen MLA for Redfern (1855–1922) | 1910               | 21 tháng 10 năm 1910 | 29 tháng 6 năm 1913  | 2 năm, 251 ngày       | Đảng Lao động                | McGowen | |
| 19   | | William Holman MLA for Cootamundra (1871–1934) | —                  | 30 tháng 6 năm 1913  | 12 tháng 4 năm 1920  | 6 năm, 287 ngày       | Đảng Lao động                | Holman I | |
| 19   | 1913 | William Holman MLA for Cootamundra (1871–1934) |                    | 30 tháng 6 năm 1913  | 12 tháng 4 năm 1920  | 6 năm, 287 ngày       | Đảng Lao động                | Holman I | |
|      | — | William Holman MLA for Cootamundra (1871–1934) | Đảng Dân tộc       | 30 tháng 6 năm 1913  | 12 tháng 4 năm 1920  | 6 năm, 287 ngày       | Holman II                    | | |
| 1917 | | William Holman MLA for Cootamundra (1871–1934) | Đảng Dân tộc       | 30 tháng 6 năm 1913  | 12 tháng 4 năm 1920  | 6 năm, 287 ngày       | Holman II                    | | |
| 20   | | John Storey MLA for Balmain (1869–1921) | 1920               | 13 tháng 4 năm 1920  | 5 tháng 10 năm 1921  | 1 năm, 175 ngày       | Đảng Lao động                | Storey | |
| 21   | | James Dooley MLA for Bathurst (1877–1950) | —                  | 5 tháng 10 năm 1921  | 20 tháng 12 năm 1921 | 76 ngày               | Đảng Lao động                | Dooley I | |
| 22   | | Sir George Fuller MLA for Wollondilly (1861–1940) | —                  | 20 tháng 12 năm 1921 | 20 tháng 12 năm 1921 | 7 hours               | Đảng Dân tộc                 | Fuller I | |
| (21) | | James Dooley MLA for Bathurst (1877–1950) | —                  | 20 tháng 12 năm 1921 | 13 tháng 4 năm 1922  | 114 ngày              | Đảng Lao động                | Dooley II | |
| (22) | | Sir George Fuller MLA for Wollondilly (1861–1940) | 1922               | 13 tháng 4 năm 1922  | 17 tháng 6 năm 1925  | 3 năm, 55 ngày        | Đảng Dân tộc                 | Fuller II | |
| 23   | | Jack Lang MLA for Parramatta (1876–1975) | 1925               | 17 tháng 6 năm 1925  | 18 tháng 10 năm 1927 | 2 năm, 123 ngày       | Đảng Lao động                | Lang I | |
| 23   | — | Jack Lang MLA for Parramatta (1876–1975) | Lang II            | 17 tháng 6 năm 1925  | 18 tháng 10 năm 1927 | 2 năm, 123 ngày       | Đảng Lao động                | | |
| 24   | | Thomas Bavin MLA for Gordon (1874–1941) | 1927               | 18 tháng 10 năm 1927 | 4 tháng 11 năm 1930  | 3 năm, 17 ngày        | Đảng Dân tộc                 | Bavin | |
| (23) | | Jack Lang MLA for Auburn (1876–1975) | 1930               | 4 tháng 11 năm 1930  | 16 tháng 5 năm 1932  | 1 năm, 194 ngày       | Đảng Lao động (cho đến 1931) | Lang III | |
|      | — | Jack Lang MLA for Auburn (1876–1975) | Lang Đảng Lao động | 4 tháng 11 năm 1930  | 16 tháng 5 năm 1932  | 1 năm, 194 ngày       |                              | Lang III | |
| 25   | | Bertram Stevens MLA for Croydon (1889–1973) | —                  | 16 tháng 5 năm 1932  | 5 tháng 8 năm 1939   | 7 năm, 81 ngày        | United Australia             | Stevens I | |
| 25   | 1932 | Bertram Stevens MLA for Croydon (1889–1973) |                    | 16 tháng 5 năm 1932  | 5 tháng 8 năm 1939   | 7 năm, 81 ngày        | United Australia             | Stevens I | |
| 25   | 1935 | Bertram Stevens MLA for Croydon (1889–1973) | Stevens II         | 16 tháng 5 năm 1932  | 5 tháng 8 năm 1939   | 7 năm, 81 ngày        | United Australia             | | |
| 25   | 1935 | Bertram Stevens MLA for Croydon (1889–1973) | Stevens II         | 16 tháng 5 năm 1932  | 5 tháng 8 năm 1939   | 7 năm, 81 ngày        | United Australia             | Edward VIII (1936) Thống đốc: - The Lord Gowrie (until 1936) - Sir David Murray Anderson (1936) | |
| 25   | 1935 | Bertram Stevens MLA for Croydon (1889–1973) | Stevens II         | 16 tháng 5 năm 1932  | 5 tháng 8 năm 1939   | 7 năm, 81 ngày        | United Australia             | George VI (1936–1952) Thống đốc: - The Lord Wakehurst (1937–1946) - Sir John Northcott (from 1946) | |
| 25   | 1938 | Bertram Stevens MLA for Croydon (1889–1973) | Stevens III        | 16 tháng 5 năm 1932  | 5 tháng 8 năm 1939   | 7 năm, 81 ngày        | United Australia             | | |
| 26   | | Alexander Mair MLA for Albury (1889–1969) | —                  | 5 tháng 8 năm 1939   | 16 tháng 5 năm 1941  | 1 năm, 284 ngày       | United Australia             | Mair | |
| 27   | | William McKell MLA for Redfern (1891–1985) | 1941               | 16 tháng 5 năm 1941  | 6 tháng 2 năm 1947   | 5 năm, 266 ngày       | Đảng Lao động                | McKell I | |
| 27   | 1944 | William McKell MLA for Redfern (1891–1985) | McKell II          | 16 tháng 5 năm 1941  | 6 tháng 2 năm 1947   | 5 năm, 266 ngày       | Đảng Lao động                | | |
| 28   | | Jim McGirr MLA for Bankstown (cho đến 1950) MLA for Liverpool (từ 1950) (1890–1957)                                                                                 | —                  | 6 tháng 2 năm 1947   | 2 tháng 4 năm 1952   | 5 năm, 56 ngày        | Đảng Lao động                | McGirr I | |
| 28   | 1947 | Jim McGirr MLA for Bankstown (cho đến 1950) MLA for Liverpool (từ 1950) (1890–1957)                                                                                 | McGirr II          | 6 tháng 2 năm 1947   | 2 tháng 4 năm 1952   | 5 năm, 56 ngày        | Đảng Lao động                | | |
| 28   | 1950 | Jim McGirr MLA for Bankstown (cho đến 1950) MLA for Liverpool (từ 1950) (1890–1957)                                                                                 | McGirr III         | 6 tháng 2 năm 1947   | 2 tháng 4 năm 1952   | 5 năm, 56 ngày        | Đảng Lao động                | | |
| 28   | 1950 | Jim McGirr MLA for Bankstown (cho đến 1950) MLA for Liverpool (từ 1950) (1890–1957)                                                                                 | McGirr III         | 6 tháng 2 năm 1947   | 2 tháng 4 năm 1952   | 5 năm, 56 ngày        | Đảng Lao động                | Elizabeth II (1952–2022) Thống đốc: - Sir John Northcott (until 1957) - Sir Eric Woodward (1957–1965) - Sir Roden Cutler (1966–1981) - Sir James Rowland (1981–1989) - Sir David Martin (1989–1990) - Peter Sinclair (1990–1996) - Gordon Samuels (1996–2001) - Dame Marie Bashir (2001–2014) - David Hurley (2014–2019) - Margaret Beazley (from 2019) | |
| 29   | | Joseph Cahill MLA for Cook's River (1891–1959) | —                  | 2 tháng 4 năm 1952   | 22 tháng 10 năm 1959 | 7 năm, 203 ngày       | Đảng Lao động                | Cahill I | |
| 29   | 1953 | Joseph Cahill MLA for Cook's River (1891–1959) | Cahill II          | 2 tháng 4 năm 1952   | 22 tháng 10 năm 1959 | 7 năm, 203 ngày       | Đảng Lao động                | | |
| 29   | 1956 | Joseph Cahill MLA for Cook's River (1891–1959) | Cahill III         | 2 tháng 4 năm 1952   | 22 tháng 10 năm 1959 | 7 năm, 203 ngày       | Đảng Lao động                | | |
| 29   | 1959 | Joseph Cahill MLA for Cook's River (1891–1959) | Cahill IV          | 2 tháng 4 năm 1952   | 22 tháng 10 năm 1959 | 7 năm, 203 ngày       | Đảng Lao động                | | |
| 30   | | Bob Heffron MLA for Maroubra (1890–1978) | —                  | 23 tháng 10 năm 1959 | 30 tháng 4 năm 1964  | 4 năm, 190 ngày       | Đảng Lao động                | Heffron I | |
| 30   | 1962 | Bob Heffron MLA for Maroubra (1890–1978) | Heffron II         | 23 tháng 10 năm 1959 | 30 tháng 4 năm 1964  | 4 năm, 190 ngày       | Đảng Lao động                | | |
| 31   | | Jack Renshaw MLA for Castlereagh (1909–1987) | —                  | 30 tháng 4 năm 1964  | 13 tháng 5 năm 1965  | 1 năm, 13 ngày        | Đảng Lao động                | Renshaw | |
| 32   | | Sir Robert Askin MLA for Collaroy (cho đến 1973) MLA for Pittwater (từ 1973) (1907–1981)                                                                            | 1965               | 13 tháng 5 năm 1965  | 3 tháng 1 năm 1975   | 9 năm, 235 ngày       | Đảng Tự do                   | Askin I | |
| 32   | 1968 | Sir Robert Askin MLA for Collaroy (cho đến 1973) MLA for Pittwater (từ 1973) (1907–1981)                                                                            | Askin II           | 13 tháng 5 năm 1965  | 3 tháng 1 năm 1975   | 9 năm, 235 ngày       | Đảng Tự do                   | | |
| 32   | — | Sir Robert Askin MLA for Collaroy (cho đến 1973) MLA for Pittwater (từ 1973) (1907–1981)                                                                            | Askin III          | 13 tháng 5 năm 1965  | 3 tháng 1 năm 1975   | 9 năm, 235 ngày       | Đảng Tự do                   | | |
| 32   | 1971 | Sir Robert Askin MLA for Collaroy (cho đến 1973) MLA for Pittwater (từ 1973) (1907–1981)                                                                            | Askin IV           | 13 tháng 5 năm 1965  | 3 tháng 1 năm 1975   | 9 năm, 235 ngày       | Đảng Tự do                   | | |
| 32   | — | Sir Robert Askin MLA for Collaroy (cho đến 1973) MLA for Pittwater (từ 1973) (1907–1981)                                                                            | Askin V            | 13 tháng 5 năm 1965  | 3 tháng 1 năm 1975   | 9 năm, 235 ngày       | Đảng Tự do                   | | |
| 32   | 1973 | Sir Robert Askin MLA for Collaroy (cho đến 1973) MLA for Pittwater (từ 1973) (1907–1981)                                                                            | Askin VI           | 13 tháng 5 năm 1965  | 3 tháng 1 năm 1975   | 9 năm, 235 ngày       | Đảng Tự do                   | | |
| 33   | | Tom Lewis MLA for Wollondilly (1922–2016) | —                  | 3 tháng 1 năm 1975   | 23 tháng 1 năm 1976  | 1 năm, 20 ngày        | Đảng Tự do                   | Lewis I | |
| 33   | — | Tom Lewis MLA for Wollondilly (1922–2016) | Lewis II           | 3 tháng 1 năm 1975   | 23 tháng 1 năm 1976  | 1 năm, 20 ngày        | Đảng Tự do                   | | |
| 34   | Tập tin:Sir Eric.jpg | Sir Eric Willis MLA for Earlwood (1922–1999) | —                  | 23 tháng 1 năm 1976  | 14 tháng 5 năm 1976  | 112 ngày              | Đảng Tự do                   | Willis | |
| 35   | | Neville Wran MLA for Bass Hill (1926–2014) | 1976               | 14 tháng 5 năm 1976  | 4 tháng 7 năm 1986   | 10 năm, 21 ngày       | Đảng Lao động                | Wran I | |
| 35   | 1978 | Neville Wran MLA for Bass Hill (1926–2014) | Wran II            | 14 tháng 5 năm 1976  | 4 tháng 7 năm 1986   | 10 năm, 21 ngày       | Đảng Lao động                | | |
| 35   | — | Neville Wran MLA for Bass Hill (1926–2014) | Wran III           | 14 tháng 5 năm 1976  | 4 tháng 7 năm 1986   | 10 năm, 21 ngày       | Đảng Lao động                | | |
| 35   | 1981 | Neville Wran MLA for Bass Hill (1926–2014) | Wran IV            | 14 tháng 5 năm 1976  | 4 tháng 7 năm 1986   | 10 năm, 21 ngày       | Đảng Lao động                | | |
| 35   | — | Neville Wran MLA for Bass Hill (1926–2014) | Wran V             | 14 tháng 5 năm 1976  | 4 tháng 7 năm 1986   | 10 năm, 21 ngày       | Đảng Lao động                | | |
| 35   | — | Neville Wran MLA for Bass Hill (1926–2014) | Wran VI            | 14 tháng 5 năm 1976  | 4 tháng 7 năm 1986   | 10 năm, 21 ngày       | Đảng Lao động                | | |
| 35   | 1984 | Neville Wran MLA for Bass Hill (1926–2014) | Wran VII           | 14 tháng 5 năm 1976  | 4 tháng 7 năm 1986   | 10 năm, 21 ngày       | Đảng Lao động                | | |
| 35   | — | Neville Wran MLA for Bass Hill (1926–2014) | Wran VIII          | 14 tháng 5 năm 1976  | 4 tháng 7 năm 1986   | 10 năm, 21 ngày       | Đảng Lao động                | | |
| 36   | | Barrie Unsworth MLA for Rockdale (sinh năm 1934) | —                  | 4 tháng 7 năm 1986   | 25 tháng 3 năm 1988  | 1 năm, 295 ngày       | Đảng Lao động                | Unsworth | |
| 37   | | Nick Greiner MP for Ku-ring-gai (sinh năm 1947) | 1988               | 25 tháng 3 năm 1988  | 24 tháng 6 năm 1992  | 4 năm, 91 ngày        | Đảng Tự do                   | Greiner I | |
| 37   | 1991 | Nick Greiner MP for Ku-ring-gai (sinh năm 1947) | Greiner II         | 25 tháng 3 năm 1988  | 24 tháng 6 năm 1992  | 4 năm, 91 ngày        | Đảng Tự do                   | | |
| 38   | | John Fahey MP for Southern Highlands (1945–2020) | —                  | 24 tháng 6 năm 1992  | 4 tháng 4 năm 1995   | 2 năm, 284 ngày       | Đảng Tự do                   | Fahey I | |
| 38   | Fahey II | John Fahey MP for Southern Highlands (1945–2020) | —                  | 24 tháng 6 năm 1992  | 4 tháng 4 năm 1995   | 2 năm, 284 ngày       | Đảng Tự do                   | | |
| 38   | Fahey III | John Fahey MP for Southern Highlands (1945–2020) | —                  | 24 tháng 6 năm 1992  | 4 tháng 4 năm 1995   | 2 năm, 284 ngày       | Đảng Tự do                   | | |
| 39   | | Bob Carr MP for Maroubra (sinh năm 1947) | 1995               | 4 tháng 4 năm 1995   | 3 tháng 8 năm 2005   | 10 năm, 121 ngày      | Đảng Lao động                | Carr I | |
| 39   | — | Bob Carr MP for Maroubra (sinh năm 1947) | Carr II            | 4 tháng 4 năm 1995   | 3 tháng 8 năm 2005   | 10 năm, 121 ngày      | Đảng Lao động                | | |
| 39   | 1999 | Bob Carr MP for Maroubra (sinh năm 1947) | Carr III           | 4 tháng 4 năm 1995   | 3 tháng 8 năm 2005   | 10 năm, 121 ngày      | Đảng Lao động                | | |
| 39   | 2003 | Bob Carr MP for Maroubra (sinh năm 1947) | Carr IV            | 4 tháng 4 năm 1995   | 3 tháng 8 năm 2005   | 10 năm, 121 ngày      | Đảng Lao động                | | |
| 40   | | Morris Iemma MP for Lakemba (sinh năm 1961) | —                  | 3 tháng 8 năm 2005   | 5 tháng 9 năm 2008   | 3 năm, 36 ngày        | Đảng Lao động                | Iemma I | |
| 40   | 2007 | Morris Iemma MP for Lakemba (sinh năm 1961) | Iemma II           | 3 tháng 8 năm 2005   | 5 tháng 9 năm 2008   | 3 năm, 36 ngày        | Đảng Lao động                | | |
| 41   | | Nathan Rees MP for Toongabbie (sinh năm 1968) | —                  | 5 tháng 9 năm 2008   | 4 tháng 12 năm 2009  | 1 năm, 90 ngày        | Đảng Lao động                | Rees | |
| 42   | | Kristina Keneally MP for Heffron (sinh năm 1968) | —                  | 4 tháng 12 năm 2009  | 28 tháng 3 năm 2011  | 1 năm, 114 ngày       | Đảng Lao động                | Keneally | |
| 43   | | Barry O'Farrell MP for Ku-ring-gai (sinh năm 1959) | 2011               | 28 tháng 3 năm 2011  | 17 tháng 4 năm 2014  | 3 năm, 20 ngày        | Đảng Tự do                   | O'Farrell | |
| 44   | | Mike Baird MP for Manly (sinh năm 1968) | —                  | 17 tháng 4 năm 2014  | 23 tháng 1 năm 2017  | 2 năm, 281 ngày       | Đảng Tự do                   | Baird I | |
| 44   | 2015 | Mike Baird MP for Manly (sinh năm 1968) | Baird II           | 17 tháng 4 năm 2014  | 23 tháng 1 năm 2017  | 2 năm, 281 ngày       | Đảng Tự do                   | | |
| 45   | | Gladys Berejiklian MP for Willoughby (sinh năm 1970) | —                  | 23 tháng 1 năm 2017  | 5 tháng 10 năm 2021  | 4 năm, 255 ngày       | Đảng Tự do                   | Berejiklian I | |
| 45   | 2019 | Gladys Berejiklian MP for Willoughby (sinh năm 1970) | Berejiklian II     | 23 tháng 1 năm 2017  | 5 tháng 10 năm 2021  | 4 năm, 255 ngày       | Đảng Tự do                   | | |
| 46   | | Dominic Perrottet MP for Epping (sinh năm 1982) | —                  | 5 tháng 10 năm 2021  | 28 tháng 3 năm 2023  | 1 năm, 174 ngày       | Đảng Tự do                   | Perrottet I | |
| 46   | Perrottet II | Dominic Perrottet MP for Epping (sinh năm 1982) | —                  | 5 tháng 10 năm 2021  | 28 tháng 3 năm 2023  | 1 năm, 174 ngày       | Đảng Tự do                   | | |
| 46   | Charles III (2022–present) Thống đốc: - Margaret Beazley | Dominic Perrottet MP for Epping (sinh năm 1982) | —                  | 5 tháng 10 năm 2021  | 28 tháng 3 năm 2023  | 1 năm, 174 ngày       | Đảng Tự do                   | | |
| 47   | | Chris Minns MP for Kogarah (sinh năm 1979) | 2023               | 28 tháng 3 năm 2023  | Đương nhiệm          | 1 năm, 361 ngày       | Đảng Lao động                | Minns | |